# 미국 지중해
미국 지중해(영어: American Mediterranean Sea)는 카리브해와 멕시코만을 포함하는 지중해 희석 수역을 지칭하는 명칭이다. 이 명칭은 주로 독일의 해양학자들에 의해 사용되었다. 그러나 미국 지질조사국(USGS), 국제수로기구(IHO) 및 기타 국제 수리학 기관에서는 이 명칭을 인정하지 않는다.
미국 지중해는 면적이 431만 9,000km²이며, 평균 깊이는 2,216미터(7,270피트)다.
미국 지중해의 수역에는 멕시코 분지, 케이맨 해구, 유카탄 분지, 콜롬비아 분지, 베네수엘라 분지, 그레나다 분지 등이 포함된다.
미국 지중해는 해양 주변 해역 중 하나로 간주된다. 이 지역은 수많은 작은 섬들과 주요한 큰 섬, 작은 섬들의 군도들을 포함하며, 그 중 쿠바는 멕시코만과 카리브해를 경계하는 큰 섬이다. 또한 자메이카, 히스파니올라, 푸에르토리코 등의 큰 섬들도 포함된다. 이 모든 섬들은 미국 지중해와 대서양을 구분짓는 서인도 제도의 일부에 속한다.
미국 지중해에는 플로리다 해협, 모나 해협, 아네가다 해협, 과들루프 해협, 도미니카 해협, 마르티니크 해협, 세인트루시아 해협, 세인트빈센트 해협 등과 같은 해협들이 있다. 또한, 지중해 내에서는 유카탄 해협이 멕시코만과 연결되며, 카리브해와도 연결된다. 20세기에 건설된 파나마 운하를 통해서는 태평양과 연결된다.

## 유역
미국 지중해는 약 2,400,000 제곱마일(6,200,000 km²)의 면적을 유역으로 하며, 이는 북미와 카리브해의 남미 지역을 포함한다. 미국 지중해는 두 번째로 큰 바다 유역이며, 이 유역은 마그달레나강(99,397 제곱마일, 257,440 km²)과 과히라 반도, 베네수엘라만 등 남미의 수계에 의존한다. 중앙아메리카의 배수 지역으로는 벨리즈 강, 온두라스만, 카라타스카석호, 니카라과 카리브해 저지대, 코스타리카의 콜로라도강 등이 포함된다. 북미에서는 주로 미시시피 강 유역(1,236,388 제곱마일, 3,202,230 km²)이 흐르며, 이는 아메리카 대륙 분수령의 동쪽에 위치한다. 또한, 리오그란데 강에서 약 235,000 제곱마일(610,000 km²), 유카탄 반도에서 약 76,300 제곱마일(198,000 km²)이 배수된다.

## 같이 보기
- 지중해 (해양학)